# コロナウイルス・パンデミック・ドリーム
コロナウイルス・パンデミック・ドリーム（英: Coronavirus Pandemic Dream）は、新型コロナウイルス感染症（COVID-19）の流行の影響により、悪夢や睡眠障害が増加する現象。

## 概要
2019年に中国湖北省武漢市付近で初めて発生が確認され、その後世界的なパンデミックを引き起こしたCOVID-19により、多数の人が奇妙な夢や悪夢を見るという新たな現象が確認された。Google 検索で「why am i having weird dreams lately（なぜ最近変な夢を見るのか）」の検索数が4倍になったほか、Twitterの「#pandemicdreams」や「#covidnightmares」といったハッシュタグには、死や恐怖、奇妙な新世界などを軸とした悪夢が数多く報告されており
、Webサイト「I Dream of Covid」でも同様の夢が収集・公開されている。
その原因として、それ以前の日常的な環境や日々の刺激がなくなったことで、インスピレーションが不足し、潜在意識が夢の題材を過去の記憶からより多く引き出すことを余儀なくされている、と考える夢の専門家もいる。夢の内容や夢に伴う感情は、起床時の間の幸福感と関連していると科学的に示唆されている。象徴的で奇妙な夢には、強い記憶や日々の心理的ストレスを、潜在意識の中だけで安全に緩和する効果がある。一方で悪夢は、起きている間には自覚していない不安を知らせる危険信号だとする考え方もある。

### ランス・ウェラーの例
小説『荒野（Wilderness）』の作者ランス・ウェラーは、黒塗りのアメリカ合衆国大統領専用車が歩道に寄って止まると、黒い窓ガラスが開き、中からロナルド・レーガンが手招きをし、漫画専門店に案内されると、欲しかったタイトルがすべてそろっていたが、買い物を済ませる前に、レーガンに財布を引ったくられ、ドアから外へ飛び出したという奇抜な夢を見た。ウェラー本人は、夢の内容を、世界的な経済不安を表したものだと解釈している。

### パトリック・マクナマラの見解
少なくとも世界で5つの研究チームが、ウェラーに似た事例を集めているが、これまでに判明していることのひとつは、パンデミック・ドリームが、ストレスや孤立、睡眠パターンの変化によって、通常の夢とは異なった否定的な感情に彩られていることである。これについて、夢の専門家でボストン大学医学部神経学の准教授のパトリック・マクナマラは、新型コロナによるパンデミックが、多大なストレスや不安を生み出していることは明らだと述べた。マクナマラは、夢を生成する神経生物学的な信号と反応は、幻覚剤で引き起こされるものに近いと考えている。幻覚剤は神経受容体の「セロトニン5-HT2A」を活性化させ、この働きで脳の背側前頭前野が働かなくなり、その結果、意識によって感情が抑制できなくなる「感情的脱抑制」という状態に陥る。これは、夢を見るレム睡眠で起こる仕組みと同じであり、このプロセスは毎晩起こるが、通常、人は夢を覚えていないことが普通だが、新型コロナウイルスのパンデミックのさ中にあっては、孤独感やストレスが高まることや、運動不足による睡眠の質の低下により、夢の内容に影響を与えたり、夢を覚えていることが多くなったりしている可能性がある。

### ディアドラ・バレットの見解
ハーバード大学心理学の助教授ディアドラ・バレットは、2020年3月より新型コロナウイルスに影響された夢についてのアンケート調査を始めたが、ウイルスに感染した夢や感染症で死にゆく夢を見たとの回答を得た。中には、ウイルスの恐怖を、虫やゾンビ、怪物、自然災害、怪しい人影、銃を乱射する人など、比喩的な要素に置き換えてる例などもあったとする。また、医療従事者を除き、人工呼吸器を装着した人の鮮明な視覚イメージを夢に見た人はなく、バレットによれば、ウイルスは目に見えないため、多種多様なものに変換されると考えられるとしている。

### リヨン神経科学研究センターの研究
フランスのリヨン神経科学研究センターの研究では、新型コロナウイルスのパンデミックは、人が夢を思い出せる回数を35%増加させ、悪夢を15%増やしたとしている。イタリア睡眠医学会の別の研究では、イタリア人の多くが心的外傷後ストレス障害（PTSD）の症状に似た悪夢や夜間覚醒を経験したとする。この研究センターの2009年のラクイラ地震の際の調査により、睡眠障害や悪夢は、震源地との近さに厳密に依存していること（震度と睡眠障害のマップがほぼ一致）が判明している。この研究結果から、パンデミックの脅威に近い感染拡大の中心地の住民や医療従事者、家族に感染者を持つ人ほど、新型コロナウイルスに影響された夢を見る可能性が高いことが示唆された。